# 1932 en Grèce
Chronologie de la Grèce
- 1928
- 1929
- 1930
- 1931
- 1932
- 1933
- 1934
- 1935
- 1936

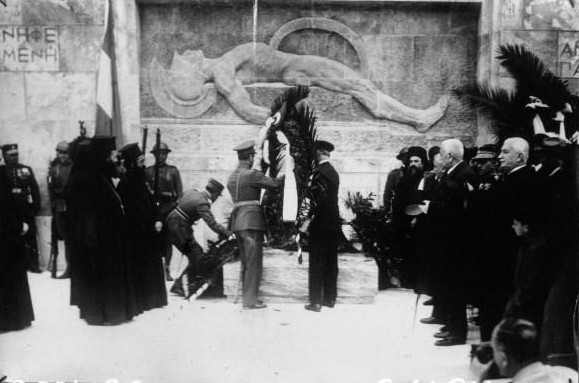
Inauguration de la tombe du Soldat inconnu, sur la place Syntagma à Athènes (25 mars 1932).

Cette page concerne les évènements survenus en 1932 en Grèce  :

## Évènement
- 21 février : Lancement du destroyer Psara par la Marine hellénique. Le Spetsai est également lancé la même année.
- 25 avril : La Grèce abandonne l'étalon-or[1].
- 25 mars : Inauguration de la tombe du Soldat inconnu.
- 3 juin : Le gouvernement grec d'Aléxandros Papanastasíou, qui est au pouvoir depuis une semaine, démissionne après une défaite lors d'un vote[2].
- 6 juin : Elefthérios Venizélos, qui a occupé cette fonction de 1928 au 21 mai 1932, devient le nouveau Premier ministre[2].
- 25 septembre : Élections législatives (en).
- 26 septembre : Séisme à Ierissos (en).

## Sortie de film
- L'Amoureux de la bergère
- Corruption sociale
- Pauvres mais gais

## Sport
- 30 juillet-14 août : Participation de la Grèce aux Jeux olympiques d'été de Los Angeles.
- Championnat panhellénique (1931-1932) (en)
- Championnat panhellénique (1932-1933) (en)
- Participation de la Grèce à la coupe des Balkans (1932) (en)
- Création des clubs : Agioi Anargyroi F.C. (en), Agrotikos Asteras, Kifissia V.C. (en) (football)

## Création
- Musée archéologique de l'ancienne Corinthe
- Parti national-socialiste grec

## Naissance
- Efthýmios Christodoúlou, économiste, banquier et personnalité politique.
- Odysséas Eskitzóglou, skipper.
- Angéla Kokkóla, personnalité politique.
- Spyrídon Kolokotrónis, député européen.
- Christóforos Miliónis, écrivain.
- Lákis Petrópoulos, footballeur puis entraîneur.
- Aristídis Roubánis, basketteur.
- Stávros Tornés, acteur, metteur en scène et scénariste.
- Theódoros Troupís, écrivain.

## Décès
- Vikéntios Bokastsiábis, peintre.
- Mary Sayiánou, actrice.
- Nicólaos Tsipoúras Stílos (el), révolutionnaire.
- Mínos Zótos (el), poète.